# ДААМ
Партия Даам (араб. حزب دعم العمالي‎, ивр. דעם מפלגת פועלים‎) — еврейско-арабская социалистическая рабочая партия в Израиле. Призывает к рабочей солидарности, национализации ключевых отраслей, мирному сосуществованию евреев и арабов, гендерному равенству, политической и социальной революции.

## Идеология
Партия была основана в Хайфе в 1995 году в результате процессов расколов внутри израильского коммунистического лагеря. В 1960-х группа бывших членов МАКИ, коммунистической партии Израиля, образовала социалистическую организацию Мацпен. Та, в свою очередь, породила в 1970-х несколько новых организаций, в том числе троцкистскую группу «Рабочий альянс — Авангард», некоторые активисты которой затем создали организацию Дереш НаНитцоц («Путь искры»). Из этой среды и происходят основатели Даам.
Партия не является этнической, в списке кандидатов на выборы в Кнессет 19-го созыва представлены как израильские арабы, так и евреи.
Партия придерживается идеологии левых, поддерживает права рабочих (в частности, арабов), осуждает дискриминацию, поддерживает интернационализм.
Партия поддерживает право палестинского народа на государство в границах 1967 года, осуждает израильскую оккупацию территорий.
Кроме того, Даам осуждает политический ислам.

### Маан — организация помощи рабочим
Активисты Даам организовали неправительственную организацию Маан).
Целью организации является объединить всех необъединённых рабочих, и создать широкое действующее движение рабочих союзов.
В 2006 Маан организовывала борьбу работников Израильского Образовательного телевидения и рабочих завода Цаг против ущемления их прав работодателем.
В 2005 Маан участвовал в совместном проекте с министерством промышленности Израиля и объединением строительных подрядчиков по переквалификации израильтян в сферу строительства. Маан также продвигает программы трудоустройства местных (вместо иностранных) рабочих в сфере сельского хозяйства.
С 2009 года Маан создаёт профессиональный союз водителей грузовиков.

### Платформа навыборах в Кнессет 19-го созыва[3]
- Политика
  - Даам призывает к прекращению оккупации, основанию Палестинского государства в границах 4 июня 1967 года, и расформированию поселений.
  - Даам поддерживает «арабскую весну», борьбу Сирийского народа, и призывает к миру с будущим режимом в Сирии, в основе которого прекращение оккупации Голанских высот.
- Экономика
  - Национализация: Национализация общественных услуг и закрывающихся фабрик.
  - Налогообложение: Увеличение налогообложения фирм и снижение налогов рабочих.
  - Бюджет: Увеличить дефицит бюджета ради поощрения трудоустройства, образования, благоустройства, обеспечения жильём и медицины. Отмена закона о регулировании в хозяйстве (Хок ха-хесдерим). Сокращение военного бюджета.
  - Дороговизна жилья: Контроль над ценами; субсидии общественного транспорта; исполнение отменённой договорённости о надбавке на увеличение цен.
  - Трудоустройство: Объединение независимых союзов рабочих; групповые договоры в различных сферах хозяйства; отмены работы через подрядчиков (кабланов).
  - Рабочие мигранты и беженцы: Прекращение «импорта» иностранных рабочих; Политическое убежище для беженцев; права иностранных рабочих.
- Проблемы женщин
  - Работающие женщины
  - Гражданское законодательство и права человека
  - Насилие против женщин
- Окружающая среда
  - Даам требует прекратить приватизацию общественных ресурсов и природных ресурсов; требует увеличения ресурсов в сферы инфраструктур, расширение и повышение эффективности общественного транспорта; закрытие центров городов для частного транспорта, ради более чистых альтернатив.
- Арабы Израиля

## Выборы
На в Кнессет в 1999 и 2003 году партия набрала всего 0,06 % голосов при электоральном барьере в 1,5 %.
На выборах 2006 года число сторонников партии удвоилось, и они набрали 0,11 % голосов (при барьере в 2 %), не получив ни одного места в парламенте.
В 2009 и на последующих выборах партия снова не смогла преодолеть барьер.